# Ichibyōgoto ni Love for you
Ichibyōgoto ni Love for you (jap. 一秒ごとに Love for you) – dwudziesty dziewiąty singel japońskiej piosenkarki Mai Kuraki, wydany 9 lipca 2008 roku. Utwór tytułowy został wykorzystany jako 23 opening (odc. 505–514) anime Detektyw Conan. Singel osiągnął 7 pozycję w rankingu Oricon i pozostał na liście przez 7 tygodni, sprzedał się w nakładzie 28 881 egzemplarzy.

## Lista utworów
| CD  |                                                                                            |                                            |                                            |                                            |      |
| Nr  | Tytuł                                                                                      | Słowa                                      | Kompozycja                                 | Aranżacja                                  | Czas |
| 1.  | "Ichibyōgoto ni Love for you" (jap. 一秒ごとに Love for you)                               | Mai Kuraki                                 | Aika Ōno                                   | Cybersound                                 | 4:00 |
| 2.  | "Zutto..." (jap. ずっと...)                                                                | Mai Kuraki                                 | Hitoshi Okamoto                            | Hitoshi Okamoto                            | 4:13 |
| 3.  | "Ichibyōgoto ni Love for you -instrumental-" (jap. 一秒ごとに Love for you -instrumental-) |                                            | Aika Ōno                                   | Cybersound                                 | 4:00 |
| 4.  | "Zutto... -instrumental-" (jap. ずっと... -instrumental-)                                  |                                            | Hitoshi Okamoto                            | Hitoshi Okamoto                            | 4:13 |
| DVD |                                                                                            |                                            |                                            |                                            |      |
| Nr  | Tytuł                                                                                      | Tytuł                                      | Tytuł                                      | Tytuł                                      | Czas |
| 1.  | "Ichibyōgoto ni Love for you" (music clip)                                                 | "Ichibyōgoto ni Love for you" (music clip) | "Ichibyōgoto ni Love for you" (music clip) | "Ichibyōgoto ni Love for you" (music clip) |      |

## Notowania
| Lista                       | Pozycja |
| --------------------------- | ------- |
| Oricon Daily Singles Chart  | 4       |
| Oricon Weekly Singles Chart | 7       |